# Spermatikus-Neuralgie
Unter einer Spermatikus-Neuralgie versteht man heftige, krampfartige Schmerzen entlang des Samenstranges (Funiculus spermaticus) von der Leistenregion bis in den Hoden und in die Dammregion.
Der Begriff „Neuralgie“ steht eigentlich für attackenartige Schmerzen in das Ausbreitungsgebiet eines sensiblen Nerven. Der Begriff „Spermatikus-Neuralgie“ ist daher in diesem Zusammenhang nicht korrekt.  Tatsächlich liegt den Schmerzen häufig eine Läsion des Nervus genitofemoralis zugrunde, der die genannte Region sensibel versorgt (korrekt wäre dann der Begriff der Nervus-Genitofemoralis-Neuralgie). Dementsprechend gibt es Behandlungsmöglichkeiten mit Medikamenten, die die Erregbarkeit des Nerven vermindern (z. B. Carbamazepin, Gabapentin).